# Penarun (Linge)
Penarun is een bestuurslaag in het regentschap Aceh Tengah van de provincie Atjeh, Indonesië. Penarun telt 176 inwoners (volkstelling 2010).